# چرا (آلبوم چند آهنگه ته‌یان)
چرا دومین آلبوم چندآهنگه از ته‌یان خوانندهٔ کره جنوبی است که توسط اس.ام. انترتینمنت در تاریخ ۸ تیر سال ۱۳۹۵ منتشر شده‌است. لی سومان، بنیانگذار اس.ام. انترتینمت، به عنوان تهیه‌کنندهٔ آلبوم حضور داشته‌است. در این آلبوم خوانندهٔ آراند بی «دین» و «هیویان»، عضو دیگر گرلز جنریشن، ته‌یان را همراهی می‌کنند. به لحاظ موسیقایی، «چرا» ژانرهای مختلفی همچون رقص الکترونیک، آراند بی و پاپ را شامل می‌شود.
در جهت تبلیغ آلبوم، ته‌یئون در سه برنامهٔ بانک موسیقی، هستهٔ موسیقی و اینکی‌گایو از ۱۱ تا ۱۳ تیر ماه ۱۳۹۵ اجرا کرد. او اولین تور کنسرت خود به نام «بوسهٔ پروانه» را شروع کرد که در ماه تیر و مرداد سال ۱۳۹۵ در سئول و بوسان اجرا شد. پس از انتشار، «چرا» نظرات مثبتی در رابطه با سبک موسیقایی آلبوم و توانایی خوانندگی ته‌یان دریافت کرد.